# Rommel Ibarra
Rommell Jhoan Ibarra Hernández (Caracas, Venezuela; 24 de marzo de 2000) es un futbolista venezolano que juega como defensa en el Deportivo La Guaira de la Primera División de Venezuela.

## Trayectoria

### Deportivo la Guaira
Formó parte de las categorías inferiores de dicho club, gracias a sus buenas presentaciones en ellas para el año 2017 participa en el Campeonato Sudamericano Sub-17, tras su buena participación en dicha competición, para el 6 de junio de ese mismo año, realiza su debut como profesional en el primer equipo del Deportivo la Guaira en Primera División de Venezuela ante el Deportivo Táchira, partido correspondiente a la vuelta de los cuartos de final de la liguilla del Torneo Apertura 2017, ingresando de cambio y jugando 4 minutos de partido, a partir de allí a sumado minutos salteadamente.

## Selección nacional

### Campeonato Sudamericano Sub-17
| Sudamericano Sub-17 | Sede  | Resultado    | Partidos | Goles | Asist. |
| ------------------- | ----- | ------------ | -------- | ----- | ------ |
| Sudamericano 2017   | Chile | Quinto lugar | 3        | 0     | 0      |

### Campeonato Sudamericano Sub-20
| Sudamericano Sub-20 | Sede  | Resultado   | Partidos | Goles | Asist. |
| ------------------- | ----- | ----------- | -------- | ----- | ------ |
| Sudamericano 2019   | Chile | Sexto lugar | 4        | 0     | 0      |

### Campeonato Preolímpico Sub-23
| Preolímpico Sub-23 | Sede     | Resultado     | Partidos | Goles | Asist. |
| ------------------ | -------- | ------------- | -------- | ----- | ------ |
| Preolímpico 2020   | Colombia | Primera ronda | 0        | 0     | 0      |

## Clubes
| Club                | País      | Año         | Partidos | Goles |
| ------------------- | --------- | ----------- | -------- | ----- |
| Deportivo la Guaira | Venezuela | 2017 - 2021 | 41       | 1     |
| FC Pyunik Ereván    | Armenia   | 2021 - 2022 | 8        | 0     |
| Deportivo la Guaira | Venezuela | 2022- act   | 42       | 2     |